# Aeroportul Ofu
Aeroportul Ofu (IATA: OFU, ICAO: NSAS, FAA LID: Z08) este un aeroport din Manuʻa District⁠(d), Samoa Americană, Statele Unite ale Americii ce deservește zona Ofu-Olosega⁠(d).
Situat la o altitudine de 3 m, aeroportul dispune de 1 pistă.

## Infrastructură

### Piste
Aeroportul dispune de o singură pistă. Pista 08/26 are suprafața de beton și dimensiunile 2.000 picioare × 60 picioare. 